# Henri Ciriani
 (juillet 2023).
La mise en forme du texte ne suit pas les recommandations de Wikipédia : il faut le « wikifier ».
Les points d'amélioration suivants sont les cas les plus fréquents. Le détail des points à revoir est peut-être précisé sur la page de discussion.
- Les titres sont pré-formatés par le logiciel. Ils ne sont ni en capitales, ni en gras.
- Le texte ne doit pas être écrit en capitales (les noms de famille non plus), ni en gras, ni en italique, ni en « petit »…
- Le gras n'est utilisé que pour surligner le titre de l'article dans l'introduction, une seule fois.
- L'italique est rarement utilisé : mots en langue étrangère, titres d'œuvres, noms de bateaux, etc.
- Les citations ne sont pas en italique mais en corps de texte normal. Elles sont entourées par des guillemets français : « et ».
- Les listes à puces sont à éviter, des paragraphes rédigés étant largement préférés. Les tableaux sont à réserver à la présentation de données structurées (résultats, etc.).
- Les appels de note de bas de page (petits chiffres en exposant, introduits par l'outil «  Source ») sont à placer entre la fin de phrase et le point final[comme ça].
- Les liens internes (vers d'autres articles de Wikipédia) sont à choisir avec parcimonie. Créez des liens vers des articles approfondissant le sujet. Les termes génériques sans rapport avec le sujet sont à éviter, ainsi que les répétitions de liens vers un même terme.
- Les liens externes sont à placer uniquement dans une section « Liens externes », à la fin de l'article. Ces liens sont à choisir avec parcimonie suivant les règles définies. Si un lien sert de source à l'article, son insertion dans le texte est à faire par les notes de bas de page.
- La présentation des références doit suivre les conventions bibliographiques. Il est recommandé d'utiliser les modèles {{Ouvrage}}, {{Chapitre}}, {{Article}}, {{Lien web}} et/ou {{Bibliographie}}. Le mode d'édition visuel peut mettre en forme automatiquement les références.
- Insérer une infobox (cadre d'informations à droite) n'est pas obligatoire pour parachever la mise en page.

Pour une aide détaillée, merci de consulter Aide:Wikification.
Si vous pensez que ces points ont été résolus, vous pouvez retirer ce bandeau et améliorer la mise en forme d'un autre article.
Henri Edouard Ciriani, né Enrique Eduardo le 30 décembre 1936 à Lima au Pérou, est un architecte franco-péruvien d'origine italienne (Spilimbergo dans le Frioul).

## Biographie
Après avoir entamé une pratique professionnelle fructueuse au Pérou, tant à titre public, dans des ateliers publics d'État, que privé, en association avec Jacques Crousse et Jorge Paez, il quitte le Pérou à 27 ans pour la France, son pays d'adoption.
Il prend la nationalité française en 1975. De 1968 à 1982, il est membre de l'Atelier d'urbanisme et d'architecture (AUA). De cette époque datent les projets de Noisy-le-Grand, de Saint-Denis, de Marne-la-Vallée et de la cuisine de l'hôpital Saint-Antoine. Il enseigne de 1969 à 2002 le projet d'architecture, et les fondamentaux, à UP7, puis à UP8, devenue Paris-Belleville en 1984. Après sa retraite de l'enseignement et de la vie professionnelle en France, il accepte de s'expatrier tous les ans au Pérou pendant un cycle universitaire pour donner des cours à l'UPC de Lima (en). Il collabore avec le maire de La Victoria et celui de San Miguel de Piura dans des projets en centre-ville. En 2012, il reçoit en France la médaille d'or de l'Académie d'architecture, au Pérou une médaille d'or du Colegio de Arquitectos du Pérou.

## Vie personnelle
Il est marié à Marcelle Espejo depuis 1962. Le couple a deux filles :
- Laura (1966), conseil en communication digitale, mariée à André Bricout, un enfant (Alexandre, 2007).

- Patricia (1973), professeur d'histoire de l'art et de l'architecture à la PUCP Lima, à l'UNI Lima[Laquelle ?] et à l'Universidad Nacional Mayor de San Marcos, Lima.

## Études et carrière
- Colegio Santa Maria, Faculté d'architecture de l'Universidad nacional de Ingenieria et Instituto nacional de Planeamiento de Lima.
- Architecte à Lima (1961-64)
- Professeur assistant à la faculté d’architecture de Lima (1962-64)
- Architecte associé à Michel Corajoud paysagiste et Borja Huidobro architecte dans le cadre de l'atelier pluridisciplinaire AUA (1968-75)
- Architecte indépendant (depuis 1976) à l'AUA (1976-1982), en cabinet (1982-2005). Participation à de nombreux concours d'architecture nationaux et internationaux. Construction de logements et équipements en France, aux Pays-Bas et au Pérou.
- Enseignant à l’École nationale supérieure des beaux-arts de Paris (UP7 de 1969 à 1977, UP8 de 1977 à 1984) à l’École nationale supérieure d'architecture de Paris-Belleville (1984-2002)
- Enseignant à la Faculté d'architecture de l'Université de Navarre en Espagne (2006-2007)
- Enseignant à la Faculté d'architecture de la Universidad Peruana de Ciencias Aplicadas à Lima (depuis 2009)
- Professeur extraordinaire à l’Universidad nacional de Ingenieria à Lima (1985)
- Professeur honoraire de l’Universidad Nacional Federico Villarreal à Lima (1996)
- Professeur invité à l’University College de Dublin (Irlande) (1985), à l’University College de Londres (1987), à l’Université de Pennsylvania à Philadelphie (1989), au Berlage Institute Amsterdam (1991, 1994), à l’Université d’Islande à Reykjavik (1994), à l’École d’Art et d’Architecture d’Amsterdam (1995), à l’Institut Supérieur d’architecture Saint-Luc de Wallonie (1999).
- Honorary fellow du Royal Institute of British Architects, administrateur de l’Académie de France à Rome (1987-91), de la Fondation Le Corbusier (depuis 1989)
- Docteur Honoris Causa de l'Universidad Nacional de Ingeniería à Lima (2009)
- Nombreuses conférences et expositions collectives en France et à l’étranger.
- Exposition rétrospective "Trois architectes français" à l’Institut français d’architecture de Paris (1984), à Figueira da Foz, Porto et Lisbonne (1985), New York (1985), Tokyo (1987), "Analogias y Coincidencias" au centre culturel PUCP de Lima (1996), "Ciriani Prima del progetto" à la Faculté d’architecture de Venise (1999), Salle Ciriani à la Biennale de Sao Paulo (2005), "Ciriani 1960-2010" à l'Instituto Peruano Britanico de Lima (2010), "Vivre Haut" à la galerie Xi de Séoul (2012).

Vigoureux défenseur de l'architecture moderne, Henri Ciriani a consacré une part importante de son activité à la transmission de sa vision de l'architecture. Son enthousiasme et sa foi inébranlable dans l'espace moderne ont marqué des générations d'étudiants,. Partisan de l'architecture moderniste, exploitant les héritages du Corbusier et de Theo van Doesburg,il recourt à une certaine monumentalité des complexes de logements sociaux, avec une dilatation de l’espace habitable, tout en limitant l’étalement urbain par une extension verticale de la ville.

## Prix et distinctions
- 1973 : P.A.N (Programme Architecture Nouvelle)
- 1977 : P.A.N. Rhône-Alpes
- 1983 : Grand prix national de l'architecture[1]
- 1983 : Prix de l'Équerre d'argent pour la Crèche Au Coin du Feu à Saint-Denis (Seine-Saint-Denis)[4]
- 1988 : Palme d'Or du Palmarès de l'Habitat pour les logements d'Évry Canal
- 1997 : Arnold Brunner Memorial Prize[5] de l'Académie américaine des arts et des lettres
- 2000 : Premio Hexágono de Oro (es) du Colegio de arquitectos del Perú pour la Villa Santillana à Lima
- 2009 : Docteur honoris causa de la Universidad nacional de ingenieria Lima, Pérou.
- 2012 : Médaille d'or de l'Académie d'architecture Paris.
- 2012 : Médaille d'or du Colegio de Arquitectos regional Lima, Pérou.
- 2017 : Docteur honoris causa de la Universidad de Huanuco, Pérou.
- 2018 : Docteur honoris causa de la Universidad San Martin de Porres Lima, Pérou.
- 2019 : Docteur honoris causa de la Universidad  Privada de Tacna, Pérou.
- 2019 : Prix Mario Pani de l'École d'architecture de l'Université Anahuac du Mexique
- 1997:  Chevalier de la Légion d'honneur[6]
- Commandeur de l'ordre des Arts et des Lettres
- 2021 : Grand prix d’architecture de l’Académie des beaux-arts (prix Charles Abella)[7]
- 2022 : Médaille Grande Croix de l'Ordre du Mérite Municipal de la Ville de Lima.

## Réalisations

### de 1962 à 1964 au Pérou dans un atelier public national
- Logements sociaux dans différentes villes du Pérou : Ventanilla (1962-64), Matute (1963), Rimac, San Felipe (1964)

### À l'AUA associé à Michel Corajoud de 1968 à 1974 et Borja Huidobro de 1970 à 1975
- 1968 - Cimetière à Orly

- 1968-74 - Paysage urbain du 1er quartier de l'Arlequin à Grenoble

### De l'agence Henri Ciriani Architecte depuis sa création en 1976

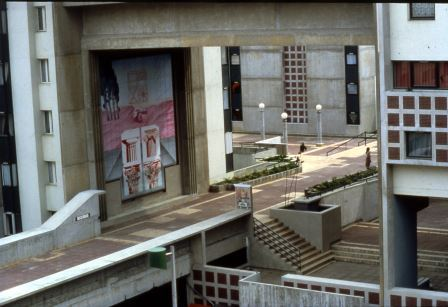
Porche d'entrée de l'opération La Noiseraie à Marne-la-Vallée 1980.

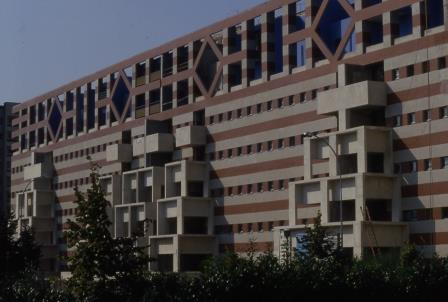
Opération la Cour d'Angle, Saint-Denis, 1982.

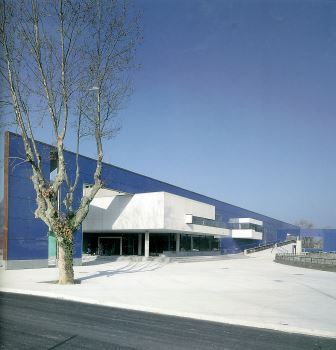
Musée départemental Arles antique 1995.

- 1980 - 300 unités de logements, rue de la Butte-Verte à Noisy-le-Grand (la Noiseraie)

- 1981 - 99 unités de logements, rue de la Butte-Verte à Noisy-le-Grand (le George Sand)
- 1982 - 130 unités de logements, 25 rue Auguste-Poullain à Saint-Denis (la Cour d'Angle)
- 1982 - 65 maisons, à L'Isle-d'Abeau (Isère)
- 1983 - Crèches, 23 rue Jean-Mermoz à Saint-Denis Prix de l'Équerre d'argent 1983
- 1985 - Cuisine centrale de l’hôpital Saint-Antoine, rue de Cîteaux à Paris
- 1986 - 95 unités, Place de la Mare Diacre à Évry (ZAC du canal) Palme d'Or de l'Habitat 1988
- 1986 - 125 unités de logements, 61 Boulevard du Segrais à Lognes (le parc du Segrais)
- 1986 - 31 unités de logements, 13 rue Giuseppe-Verdi à Lognes (le Segrais)
- 1989 - Centre de la petite enfance, 8 rue Pierre-Mendès France à Torcy
- 1991 - 50 unités de logements, 127 rue du Chevaleret à Paris Dessins et photos
- 1992 - musée Historial de la Grande Guerre, Place du Château à Péronne
- 1993 - Annexe du Ministère des Finances, 155 boulevard Vincent-Auriol à Paris
- 1994 - 108 unités de logements 4-5 rue de l'Aubrac à Paris
- 1995 - Musée départemental Arles antique, sur la presqu’île du cirque romain à Arles
- 1995 - 38 appartements, 1125-1201 rue Dedemsvaartweg à La Haye
- 1996 - 90 unités de logements, 77-91 avenue de Stalingrad à Colombes
- 1999 - Villa Santillana-Cuneo à Playa Escondida au sud de Lima, Pérou, Hexagono de Oro 2000
- 2000 - De Stadspoort College rue Melkweg à Groningue associé à Team 4
- 2001 - Centre de conférences de l'I.N.R.I.A. à Rocquencourt
- 2005 - Palais de Justice, 3 rue Victor-Hugo à Pontoise

### Au Pérou depuis 2010
- 2013 - Villa "Madonna" sur la plage de Playa Caballeros en Punta Hermosa, Lima
- 2013 -  Extension et rénovation d'une villa à San Isidro, Lima

## Publications
- Henri Ciriani, monographie IFA-Electa Moniteur, 1984
- Henri Ciriani, Oscar Riera Ojeda, Henri Ciriani, Editions Rockport, 1996
- Luciana Miotto, Cesure urbane e spazi filanti, Testo & Immagina, 1996
- Henri Ciriani, Jean Petit, Paroles d'architecte, Fidia Lugano, 1997
- Henri Ciriani, Cristiana Volpi,Saper credere in architettura, Clean Napoli, 1997
- Henri Ciriani, Jean Petit, Lumière d'espace, Fidia Lugano, 2000
- Henri Ciriani, Mauro Galantino, Architetture 1960-2000, Skira Milano, 2001
- Annemiek Houwen, Stadspoort, de verleden tijd is niets, Noorderpoort College Groningue, 2001
- Henri Ciriani, Laurent Beaudouin, Vivre Haut, Archibooks, 2012
- Jean-Louis Cohen, AUA, La Découverte Paris, 2015
- Enrique Ciriani: legado del arquitecto y otros ensayoe Editions USFQ Press, Quito avril 2022,  (ISBN 978-9978-68-217-3)
- TDA CIRIANI 11 años del taller de diseño avanzado, Editions Editorial UPC, Pérou, mai 2022  (ISBN 978-612-318-411-7)